# Ponti sul Mincio
Ponti sul Mincio – miejscowość i gmina we Włoszech, w regionie Lombardia, w prowincji Mantua.
Według danych na rok 2004 gminę zamieszkiwało 1911 osób, 173,7 os./km².